# مقياس الأداء (الحوسبة)

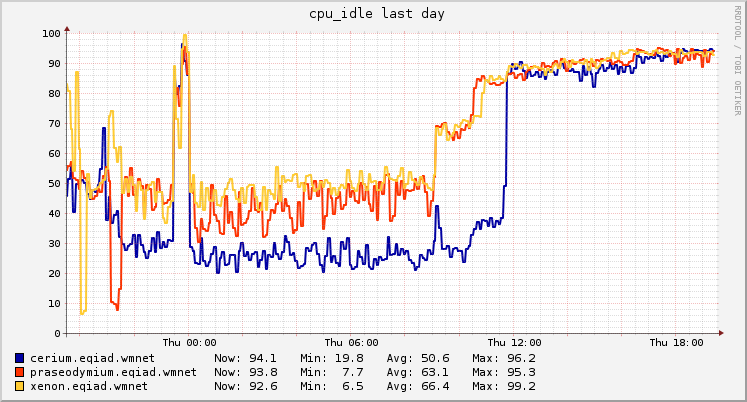
صورة لمقياس الاداء (الحوسبة)

تتناول هذه المقالة مقياس أداء Benchmarks الكمبيوتر وما يتعلق به من نظم وبرامج ومعدات. ثمة استخدامات أخرى لمصطلح (مقياس الأداء) كمقياس أداء الموظفين.
في الحوسبة، «مقياس الأداء» هو تشغيل برنامج حاسوب أو مجموعة من البرامج أو عمليات أخرى بهدف تقييم الأداء النسبي لجزء من النظام؛ غالباً ما يتم ذلك بتنفيذ مجموعة من الاختبارات المعيارية واختبارات معاكسة. كما يستخدم المصطلح ذاته للدلالة على برامج قياس الأداء لقياس أدائها نفسها.
ترتبط مقاييس الأداء عادة بتقييم أداء مواصفات معدات الحاسوب، كقياس أداء عملية النقطة العائمة لوحدة المعالجة المركزية (وحدة معالجة مركزية)؛ كما أن هناك حالات يمكن تطبيق هذه التقنية فيها على البرمجيات. من الأمثلة على مقاييس أداء البرمجيات: فحص مترجم الكود أو نظام إدارة قواعد البيانات.
توفر مقاييس الأداء طريقة لمقارنة أداء نظم فرعية مختلفة تعمل على حسب هيكليات نظم مختلفة.
مجموعة الاختبار هي نوع من أنواع النظم المستخدمة لتقييم «مدى صحة» برمجية ما.

## الهدف
كلما زاد تطور هيكلية الحاسوب، كلما زادت صعوبة مقارنة أداء نظم الحاسوب المختلفة بمجرد الاطلاع على مواصفاتها فحسب. لذا، طُوّرت اختبارات قياس الأداء لتتيح مقارنة هيكليات مختلفة. على سبيل المثال، تعمل معالجات بنتيوم 4 على ترددٍ أعلى من تردد معالجات آثلون إكس بي Athlon XP، التي لا تترجم بالضرورة إلى قدرات حسابية. لكن المعالجات البطيئة التي تعمل على تردد الساعة، فإنها قد تعمل بنفس أداء المعالجات ذات التردد الأعلى.
صممت مقاييس الأداء لتحاكي نوع معين من الأعباء التي يؤديها عنصر معين أو نظام معين. تنفّذ مقاييس الأداء المصطنعة ذلك بواسطة برامج أنشأت خصيصاً لتعرّض العنصر أو النظام لتلك الأعباء (أي محاكاة للواقع). تنفذ مقاييس الأداء البرمجية برامجاً واقعية على النظام لتعطي تقييماً أفضل للواقع، في حين تفيد مقاييس الأداء المصطنعة في اختبار عناصر معينة كالقرص الصلب أو أجهزة شبكة الحاسوب.

## أنواع مقاييس الأداء
1. - برنامج فعلي
  - برنامج لمعالجة النصوص
  - أدوات برمجية
  - برمجيات المستخدمين التطبيقية (نظم المعلومات الإدارية)
  - مقاييس الأداء المصغرة
  - مقاييس مصممة لقياس أداء مقادير صغيرة جداً أو مقادير محددة من الشيفرة البرمجية (الكود)
  - كيرنيل
  - تحتوي على شيفرة برمجية أساسية
  - مقاييس مستخلصة من برامج حقيقية

وغير ذلك

## مقاييس أداء شائعة الاستخدام

### المعايير الصناعية (مراجعة ومتحقق منها)
- شركة أداء تطبيقات الأعمال (BAPCo)  [لغات أخرى]‏
- جمعية مقاييس أداء المعالجات الدقيقة الضمني (EEMBC)  [لغات أخرى]‏
- مؤسسة تقييم الأداء المعياري (SPEC), تحديداً SPECint وSPECfp
- مجلس أداء معالجة العمليات (TPC)
- Coremark: مقياس أداء الحوسبة المعياري الضمني

### مقاييس أداء مفتوحة المصدر
- Bonnie++: مقياس أداء القرص الصلب ونظام الملفات
- DEISA Benchmark Suite: مقاييس أداء تطبيقات HPC العلمية
- Dhrystone: أداء العمليات الحسابية والرقمية
- Fhourstones: مقياس أداء رقمي
- HINT: يعمل على تصنيف نظام الحاسوب ككل.
- Iometer: أداة توصيف وقياس نظم الإدخال والإخراج الفرعية للنظم المفردة والعنقودية.
- لينباك، مقياس تقليدي فلوبس

### مقاييس الأداء المتوفرة في ميكروسوفت ويندوز
- BAPCo: MobileMark, SYSmark, WebMark
- Futuremark: 3DMark، PCMark
- Whetstone
- Worldbench (discontinued)
- تقريبات إلى π
- SuperPrime
- Super PI
- أداء تقييم نظام ويندوز، متوفر في ويندوز فيستا والإصدارات اللاحقة من ويندوز، وتوفر مقياساً سهلاً للمستخدمين لقياس أداء النظم الخاصة بهم

### مقاييس أخرى
- BRL-CAD
- Khornerstone
- iCOMP, أداء المعالجات الدقيقية المقارن من إنتيل
- Performance Rating, مخطط النمذجة المستخدم من قبل AMD و Cyrix لتعكس الأداء النسبي مقارنة بالمنتجات المنافسة.